# Farah (Uttar Pradesh)
Farah es un pueblo y nagar Panchayat situado en el distrito de Mathura en el estado de Uttar Pradesh (India). Su población es de 10412 habitantes (2011). 

## Demografía
Según el censo de 2011 la población de Farah era de 10412 habitantes, de los cuales 5505 eran hombres y 4907 eran mujeres. Farah tiene una tasa media de alfabetización del 71,01%, superior a la media estatal del 67,68%: la alfabetización masculina es del 79,94%, y la alfabetización femenina del 61,07%.